# Тодор Миловановић
Тодор Миловановић (Ниш, 1850—1912) је био учитељ, политичар, председник нишке општине, са малим прекидима од 1897. до 1910, учесник ратова за ослобођење Ниша од Турака, народни посланик.

## Живот и каријера
Тодор Миловановић је рођен 1850. у Нишу, где је и завршио основну школу са одличним успехом, као ђак познатог нишког учитеља Атанасија Петровића, познатијег као учитељ Таса. Као успешан ђак по завршетку основног образовања Миловановић је 1866. изабран за питомца тадашњег митрополита Кнежевине Србије, Михаила, и упућен на даље школовање за будућег учитеља у београдску Богословију.
Након успешно завршеног школовања у богословији Миловановић је послат у Ниш, где је радио као учитељ. Нешто пре коначног ослобођења Ниша од Турака, вратио се у Кнежевину Србију, да би као војник узео учешће у ослободилачким ратовима Србије од Турака.
У Српско турским ратовима од 1876 до 1877. Тодор Миловановић се видно истакао у борбама са непријатељским војницима.
По ослобођењу Србије од Турака, Миловановић напушта позив учитеља и прелази у политичаре и једно време живи и ради у Врању.
Основна карактеристика политичког живота у Нишу у оквиру које се одвијао и политички живот Тодора Миловановића с краја 19. века и почетком 20. века, представљао је стални сукоб две идејно-политичке опције, либерала и радикала. Обе странке су кроз различите начине политичког рада покушавале да допру до нишких гласача и остваре већину. Честа појава био је прелазак из једне странке у другу, што је изазивало многобројне међупартијске расправе и трвења.
Политичке странке покретале су листове, преко којих су покушавале да утичу и мењају свест грађана. Либерали, међу којима су најзначајнији били истакнути дворски либерали, Коле Рашић, Живан Живановић, Стеван Сремац, Тодор Станковић, Тодор Миловановић, Ђорђе Генчић, Свеомир Тутуновић 1885. у Нишу су покренули први политички лист, „Нишке новине“, чији је издавач и одговорни уредник био Коста Чандеш.
Тако је Тодор Миловановић, са осталим либералима, једним делом преко штампе а другим делом у директним вербално био у сталном сукобу са нишким радикалима. О политичкој борби коју је Миловановић, као либерала и председника нишке општине, непрекидно водио са радикалима најбоље говори овај цитат:
Одлуку о изградњи хидроелектране „Света Петка“ у Островици донела је нишка општина, са председником Тодором Миловановићем, у пролеће 1898. Радови на згради и каналу отпочели су исте године, а трајали су више од једне деценије. Долазило је до прекида радова услед политичких сукоба, недостатака средстава и одугловачења бечке фирме око израде генератора. Калуђери сићевачког манастира, подржани од политичких противника Тодора Миловановића, ометали су радове на каналу и обарали постављене стубове, правдајући се да електрану подижу на њиховом земљишту без дозволе. Искористивши сукоб калуђера и грађевинара, нишки радикали, покренули су аферу „цепање мантија“, показујући је на јавним скуповима.
Тодор Миловановић први пут је 1897. изабран за председника Нишке општине. На овом положају, са малим прекидма, био је све до 1910.
За време његовог председниковања утицaj либeрaлa у Нишу je oчиглeдaн и нaкoн смeнe динaстиje Обреновић. Дoлaскoм динaстиje Кaрaђoрђeвићa, oднoснo крaљa Пeтрa нa прeстo, прву влaду сaстaвио је либeрaл из Нишa Joвaн Aвaкумoвић. Прилaгoђaвајући сe нoвoнaстaлoj ситуaцији, aктуeлни прeдсeдник нишкe oпштинe Тoдoр Милoвaнoвић упутио је пoздрaвни тeлeгрaм нoвoj влaди сa пoтписoм 700 нишких грaђaнa.
Нa првим избoримa 1903. гoдинe зa Скупштину, у Нишу изaбрaни су либeрaли Тoдoр Стaнкoвић и Ђoрђe Гeнчић, 1906. гoдинe либeрaли Рaдoсaв Aгaтoнoвић, прoфeсoр Гимнaзиje и Пeтaр Стaнкoвић, тргoвaц, чији су избoри пoтврђeни и 1908. и 1912. гoдинe.
Обавезе председника Нишке општине Миловановић је обављао савесно и одговорно. На овој дужности показао је и много иницијитиве за унапређење живота у Нишу и његовој околини.
На конференцији одржаној у Нишкој општини 24. фебруара 1902. на којојој су учешће узели представници свих друштвених слојева града, донета је одлука да се оснује одбор на челу са Тодором Миловановићем, за подизање споменика, у част свим ослободиоцима Ниша и споменик краљу Милану. Нажалост балкански ратови и смрт Миловановића осујетили су даљу изградњу споменика.
Тодор Миловановић је био заслужан и за даљи напредак и развој здравства и изградњу Окружне болнице у Нишу. У периоду његовог председниковања од 1908. до 1910. изграђене су прве наменске болничка зграде, на локацији данашњег Клиничког центра, на имању Тодора Миловановића, који је граду уступио три хектара слободног земљишта за ову намену.
Данашњи напредак свога града Нишлије умногоме дугују између осталих личности и Тодору Миловановићу, који је међу првима у Нишу поставио темељне принципе напредне градске комуналне политике. У време царинског рата (1906) са Аустроугарском уместо да дође до очекиваног гашења српске привреде у Нишу се захваљујући челницима нишке општине на челу са Миловановићем догађа сасвим супротна ствар. Потиснувши производе који су долазили из Двојне монархије, створен је простор за сопствена улагања што је погодовало оснивању девет већих или мањих предузећа.
Такође захваљујући Миловановићевој иницијативи покренута је изградња прве хидроелектране „Света Петка“ на Нишави, у насељу Островица, и доведена електрика у Ниш, што је била основа за отварање нових преузећа; Фабрике обуће Владимира Димитријевића (1907), 1908. Фабрике за ткање и штампање шамија и марама Мите Ристића (1908), Прве Српске фабрике сиришта у праху и течности Ђоке Димитријевића (1909), Електричне столарска задруге Српско-јеврејске трговачке задруге и Ткачнице „Мита Ристић“, са 200 разбоја (1910).
По Радикалском уставу из 1888. и Уставу Србије из 1903. Ниш је давао два посланика за Српску народну скупштину. У Нишком као и другим окрузима избори посланика вршени су на одређени број пореских глава, па је тако вољом грађана Нишког округа у два сазива Миловановић биран за посланика Српске народне скупштине Краљевине Србије. Градови у којима су одржаване скупштине били су Београд, Крагујевац и Ниш, па је Тодор Миловановић, као председник нишке општине поред посланичке функције обављао и улогу домаћина, краљу и осталим посланицима за време скупштинских заседања у Нишу.
Умро је у Нишу 1912. у 62. години живота, као пуки сиромах. Сахрањен је на Старом нишком гробљу у нишкој општини Палилула, захваљујући прилозима његових најближих пријатеља и грађана Ниша, поштовалаца његовог дела.

## Признања
За свој дугогодишњи рад и заслуге у рату и миру, Тодор Миловановић је више пута награђиван о одликован највишим орденима Кнежевине Србије и Краљевине Србије.
Њему у част једна од улица у строгом центру града Ниша, у Градској општини Медијана која се пружа од Основне школе „Вожд Карађорђе“ до Дома здравља, носи име Тодора Миловановића.